# Eter naftowy
Eter naftowy (nazywany też lekką benzyną lub benzyną ekstrakcyjną, czasem utożsamiany z ligroiną) – mieszanina węglowodorów (głównie alkanów) pochodząca z procesu rektyfikacji ropy naftowej o różnie określanym składzie i temperaturze wrzenia, np.:
- t.wrz. 25–60 °C (czasem do 80 lub 100 °C); gęstość 0,645–0,665 g/cm3[3]
- t.wrz. 30–60 °C; gęstość ok. 0,63 g/cm3[4][5]
- t.wrz. 35–60 °C; główne składniki: węglowodory C5 i C6[6]
- t.wrz. 38–93 °C; główne składniki: węglowodory C5 i C6; CAS 8030-30-6)[7]
- t.wrz. 40–60 °C[8][9]
- t.wrz. 40–70 °C; główne składniki: izomery pentanu i heksanu[10]
- t.wrz. 60–80 °C[9]
- t.wrz. 70–90 °C; zawiera zwykle mieszaninę izomerów pentanu, heksanu i heptanu w różnych proporcjach[1]
- t.wrz. 118–179 °C; gęstość ok. 0,86 g/cm3; główne składniki: alkany (55%), cykloalkany (30%) i alkilobenzeny (12%); CAS 8032-32-4[2]
- różne frakcje o t.wrz. 35—60 °C, 40—60 °C, 60—80 °C, 80—100 °C i 100—120 °C (ligroina)[11]

Wbrew nazwie, chemicznie nie jest eterem, tytułowe określenie wynika z dużej szybkości parowania, przypominającej eter dietylowy. Stosowany jest jako rozpuszczalnik. 